# Cadwaladerite
La cadwaladerite è un minerale.